# Наконечний Леонтій Петрович
Леонтій (Леонід) Петрович Наконечний (20 червня 1898, село Плетений Ташлик, тепер Новоукраїнського району Кіровоградської області — ?) — український радянський діяч, секретар Чернігівського обкому КП(б)У.

## Життєпис
Член ВКП(б) з 1920 року.
Освіта вища, інженер-технолог.
З грудня 1938 року служив у Червоній армії.
Потім перебував на відповідальній партійній і радянській роботі в Чернігівській області.
З 6 квітня по серпень 1941 року — секретар Чернігівського обласного комітету КП(б)У із промисловості.
З серпня по вересень 1941 року — в Червоній армії, учасник німецько-радянської війни. Служив на політичній роботі в штабі 5-ї армії. 22 вересня 1941 року потрапив у полон біля міста Пирятина Полтавської області. До травня 1945 року перебував у таборах для військовополонених у Володимир-Волинському, Ченстохові та Ельсніцу. У травні 1945 року звільнений із табору.
Подальша доля невідома.

## Звання
- інженер 3-го рангу
- старший політрук